# Weerst
Weerst (Frans: Warsage) is een deelgemeente van de Belgische gemeente Dalhem in de provincie Luik. Hoewel er eerder Platdiets werd gesproken, is het gebied officieel Franstalig.

## Ligging
Weerst ligt in het noorden van de provincie Luik in het Land van Herve, op een hoogte van ongeveer 125 meter. De gemeente ligt in de vallei van de Biek, een beekje dat naar 's-Gravenvoeren stroomt, een paar kilometer noordwaarts van Weerst. Het gehucht La Heydt is ongeveer honderd meter hoger gelegen. Het landschap golft en is gekenmerkt door weilanden en boomgaarden. In het zuidoosten liggen het Bois du Roi en het Bois de Winerotte. De gemeente ligt aan de Frans-Nederlandstalige taalgrens en op vijf à tien kilometer van de grens met Nederland.

## Naam
Het dorp wordt in middeleeuwse bronnen aangeduid als Werste, dat waarschijnlijk verwant is met het Nederlandse woord weren (of weerbaarheid). In een oorkonde van keizer Frederik I Barbarossa uit 1150 wordt de plaats aangeduid als castris Warsage (fort Warsage).

## Geschiedenis

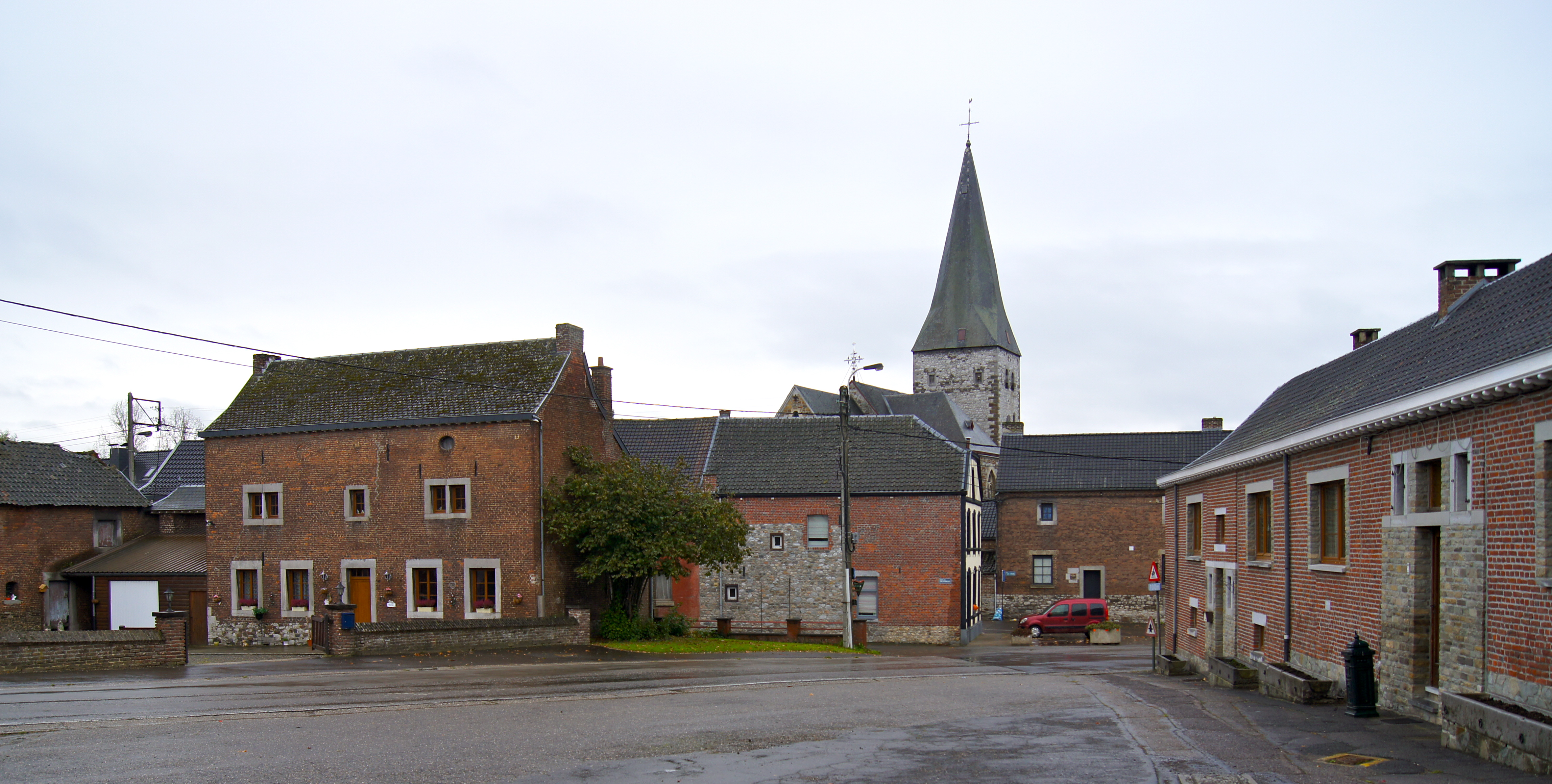
Oude dorpskern

Volgens een oorkonde uit 1202 zijn het de cisterciënzers, van de abdij van Godsdal of abdij van Val-Dieu uit Aubel die rond die tijd in het dorp een laathof bouwen, het Ferme de Moinerie (Monnikenhof). Een andere belangrijke hoeve in het dorp was de laathof van Hoechstraeten ofwel hof van Wichampreit. Deze hoeve had haar eigen ‘Costumen des erfflaethoeff van der Hoechstraeten’.
Tijdens het ancien régime was Weerst onderdeel van de schepenbank 's-Gravenvoeren. Daarmee behoorde het tot het land van Dalhem, een van de Landen van Overmaas. Op 26 december 1661 werd Weerst ten gevolge van het Partagetraktaat tussen de Republiek en Spanje toegekend aan de Spaanse koning (Spaans Partage).

### Vliegtuigcrash
De Franse vliegpionier Leon Parisot maakte een vlucht boven Berneau en Weerst op 29 juni 1913 ter ere van een dorpsfeest te Berneau. Naar verluidt vroegen vele aanwezigen om als passagier mee te mogen vliegen. Wegens de vlagerige en steeds aantrekkende wind besloot Parisot echter alleen te vertrekken. Het vliegtuig vertrok en stortte neer op een groep nieuwsgierigen. Parisot werd naar verluidt gedood door zijn eigen motor. Verder zou de vleugel een 17-jarige jongeman geraakt hebben die eveneens omkwam. Onder het wrak werd een vijfjarig jongetje gevonden. Op de grond vielen een tiental gewonden.

### Eerste Wereldoorlog
Het begin van de Eerste Wereldoorlog eiste in Weerst verschillende levens toen Duitse troepen zich in augustus 1914 een weg baanden richting Luik. Nadat er volgens de Duitsers werd geschoten op de doortrekkende troepen, werden tientallen burgers van Weerst en omliggende dorpen opgepakt en gingen 25 huizen in het dorp in vlammen op. De gevangenen werden afgevoerd naar een Duits militair kamp in het naburige Moelingen, waarna twaalf mannen werden opgehangen. Anderen werden doodgeschoten. Bijna alle geëxecuteerden werden gemarteld. Van hun lichamen werd geen spoor teruggevonden. Van de familie Franck uit Weerst kwamen de drie broers Pierre, Ferdinand en Julien Franck om het leven. De ouders, hun twee dochters en de jongste zoon Edmund, 14 jaar oud, vluchtten naar Nederland, maar alleen Edmund wist de barre omstandigheden in het vluchtelingenkamp te overleven en kwam uiteindelijk in Engeland terecht. Een monument aan de Rue des Fusillés, de straat der gefusilleerden, herinnert aan deze episode.

### Busongeval

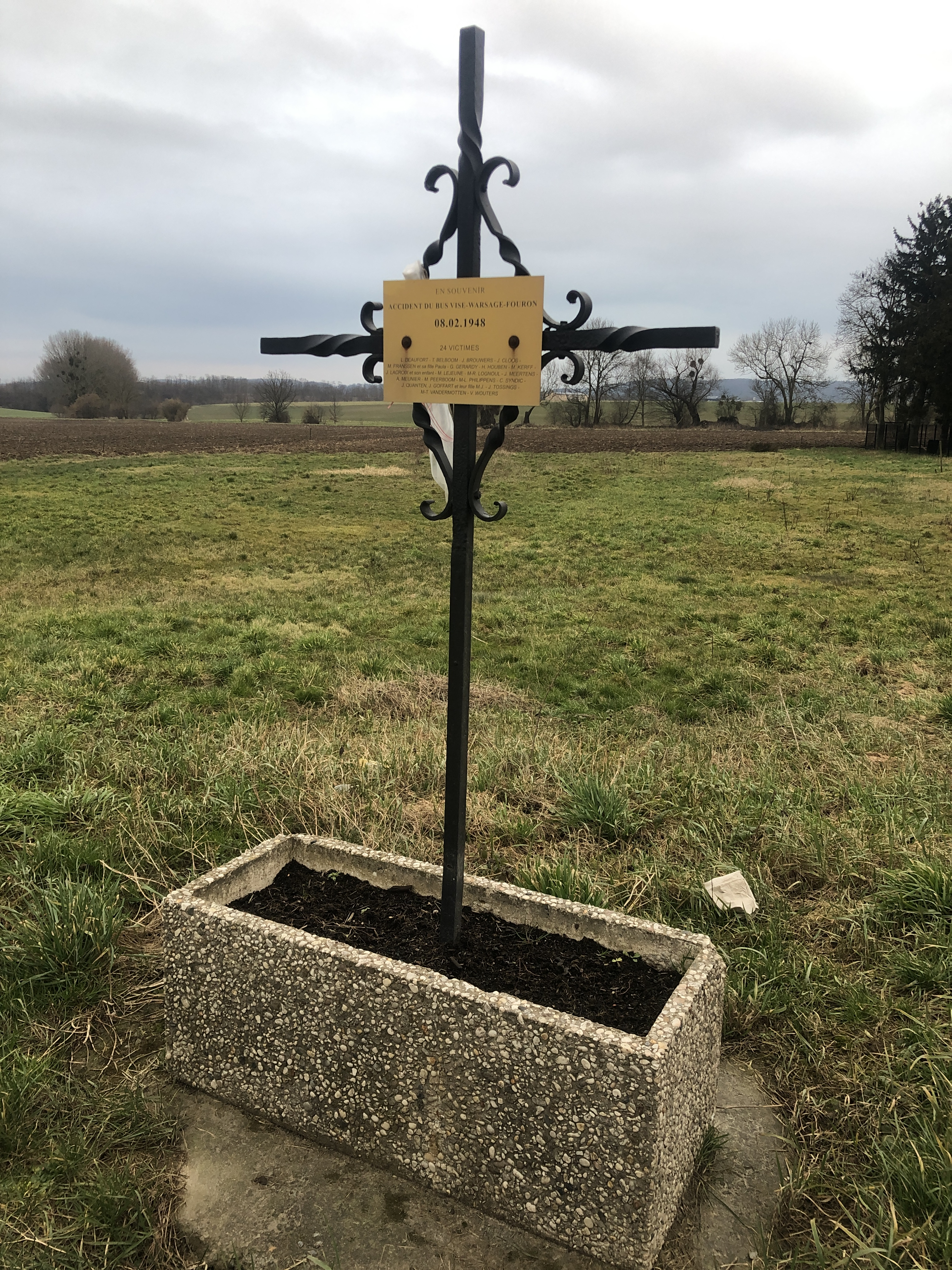
Een wegkruis herdenkt het busongeval

Op de weg tussen Berneau en Weerst gebeurde op carnavalszondag 8 februari 1948 een ernstig ongeluk, doordat de lijnbus Wezet-Luik begon te slingeren. Hierbij raakte de bus een boom rechts van de weg en kwam vervolgens links van de weg tegen een andere boom tot stilstand. Door de klap scheurde de brandstoftank en stond de bus in een mum van tijd in brand. Tot overmaat van ramp had de bus te veel passagiers en was hij overbeladen. Ten gevolge van de klap verloren 24 personen het leven. Dertien daarvan waren afkomstig uit 's-Gravenvoeren. Naast de huidige N608 is een gedenkteken opgericht ter herinnering aan het ongeval.

## Demografische ontwikkeling
- Bronnen:NIS, Opm:1831 tot en met 1970=volkstellingen, 1976= inwoneraantal op 31 december

## Verfransing
Oorspronkelijk spraken de inwoners van Weerst Platdiets, een variant van het Limburgs. Weerst kende vanaf de achttiende eeuw echter een geleidelijke verfransing. Mogelijk speelde de burgemeestersfamilie Fléchet hierbij een rol (zie beschrijving monument hieronder). Bij de vaststelling van de taalgrens in 1963 is het, onder meer op basis van de omstreden talentellingen, toegekend aan het Franstalige Wallonië. De deelgemeente kent geen taalfaciliteiten. Het Platdiets is er zo goed als verdwenen. Vanwege de nabijheid van de taalgrens is een deel van de inwoners het Nederlands machtig.

## Bezienswaardigheden
- Sint-Pieterskerk, grotendeels vernieuwd in 1730. De toren is nog 12e-eeuws.
- Voormalig gemeentehuis.
- Voormalig station Weerst. Van 1918 tot 1957 had het dorp een eigen treinstation.
- Monument uit 1908 voor vier generaties Fléchets, die over een periode van 100 jaar burgemeesters van Weerst waren. Het monument op de place du Centenaire heeft de vorm van een Luikse perroen, hoewel Weerst nooit onderdeel van het prinsbisdom Luik is geweest. De architect is Paul Tombeur. De sokkel van het monument bevat vier borstbeelden; dat van Ferdinand Fléchet is van de Luikse beeldhouwer Joseph Rulot.[5]

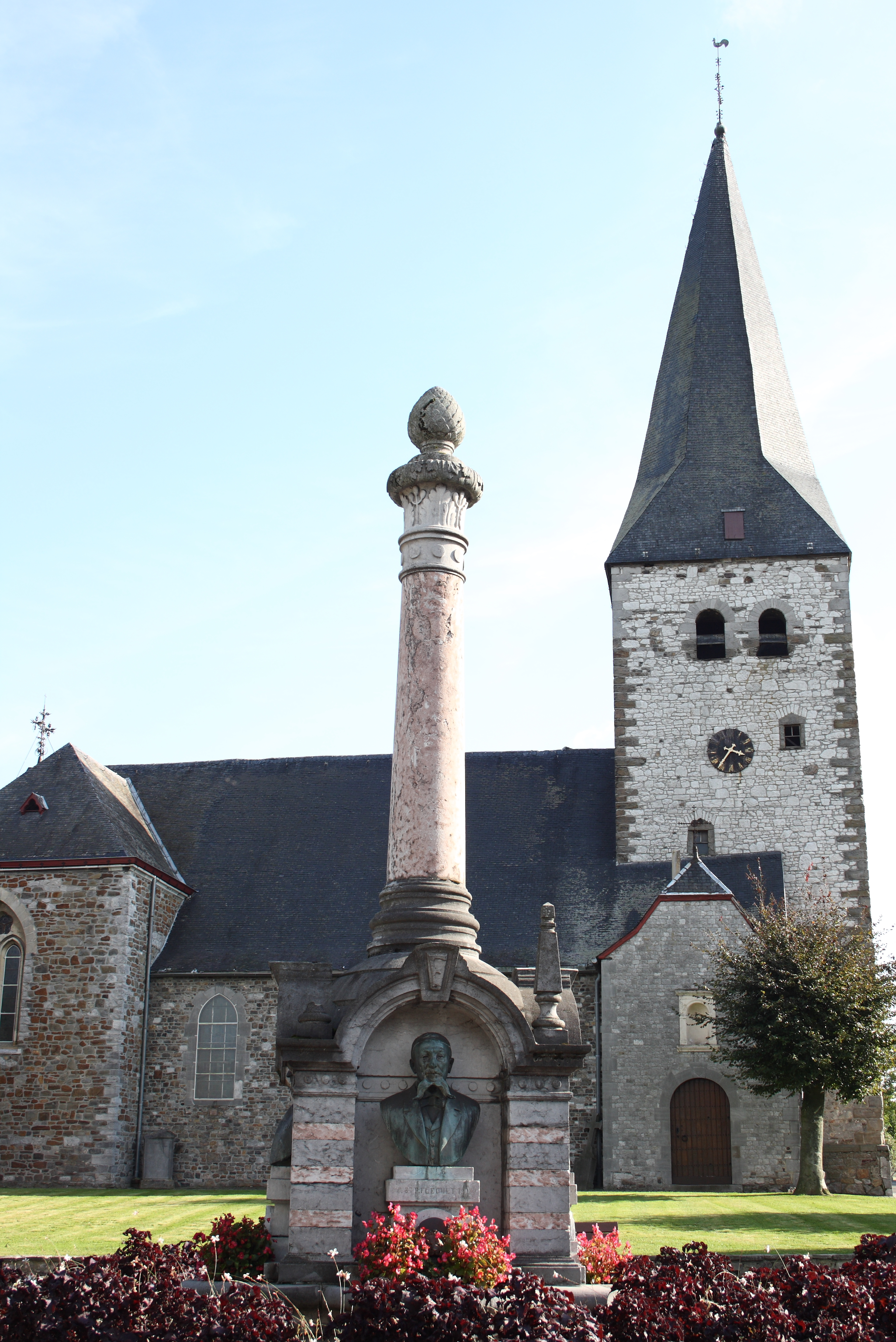
Sint-Pieterskerk en perroen
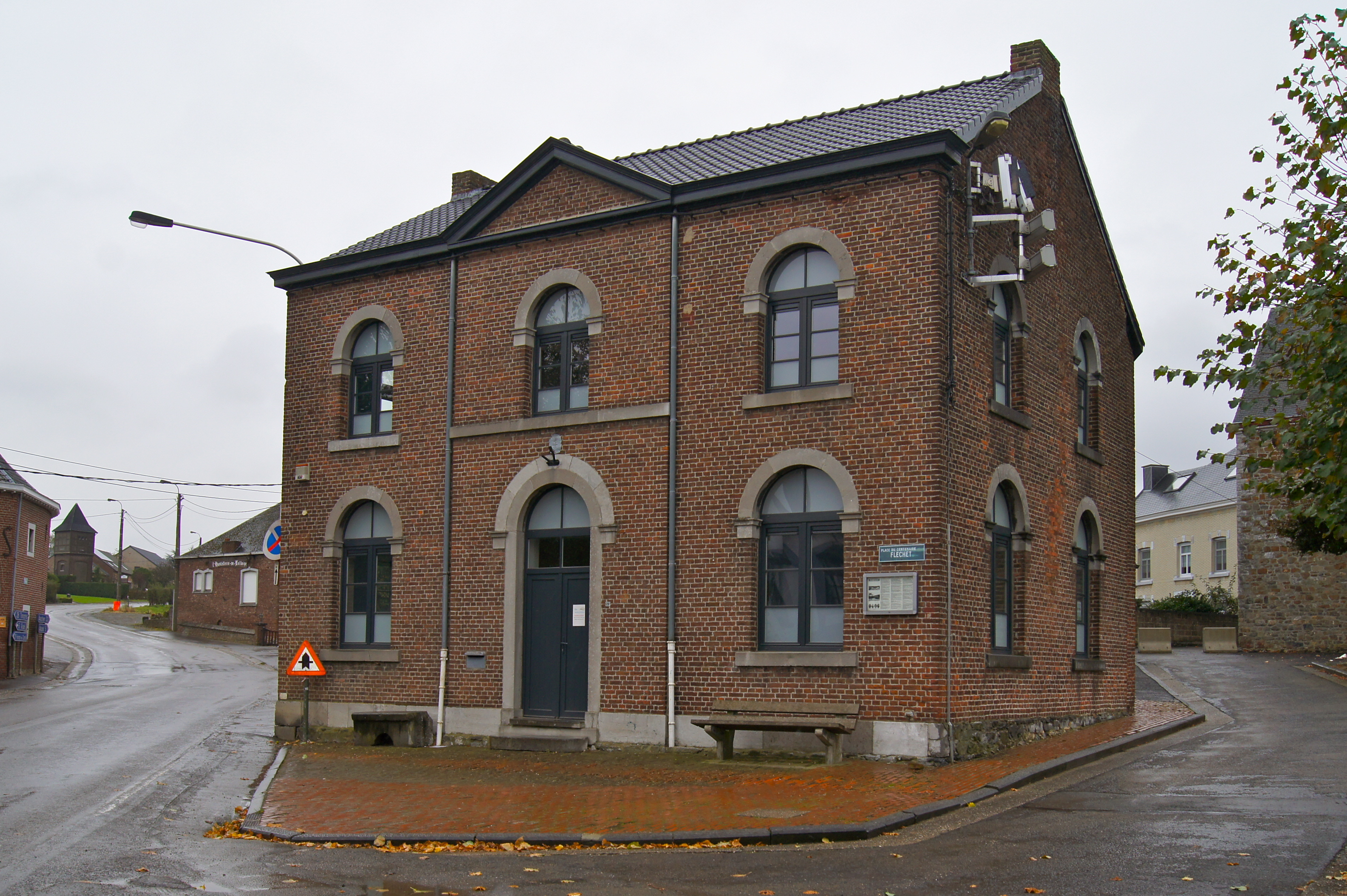
Voormalig gemeentehuis
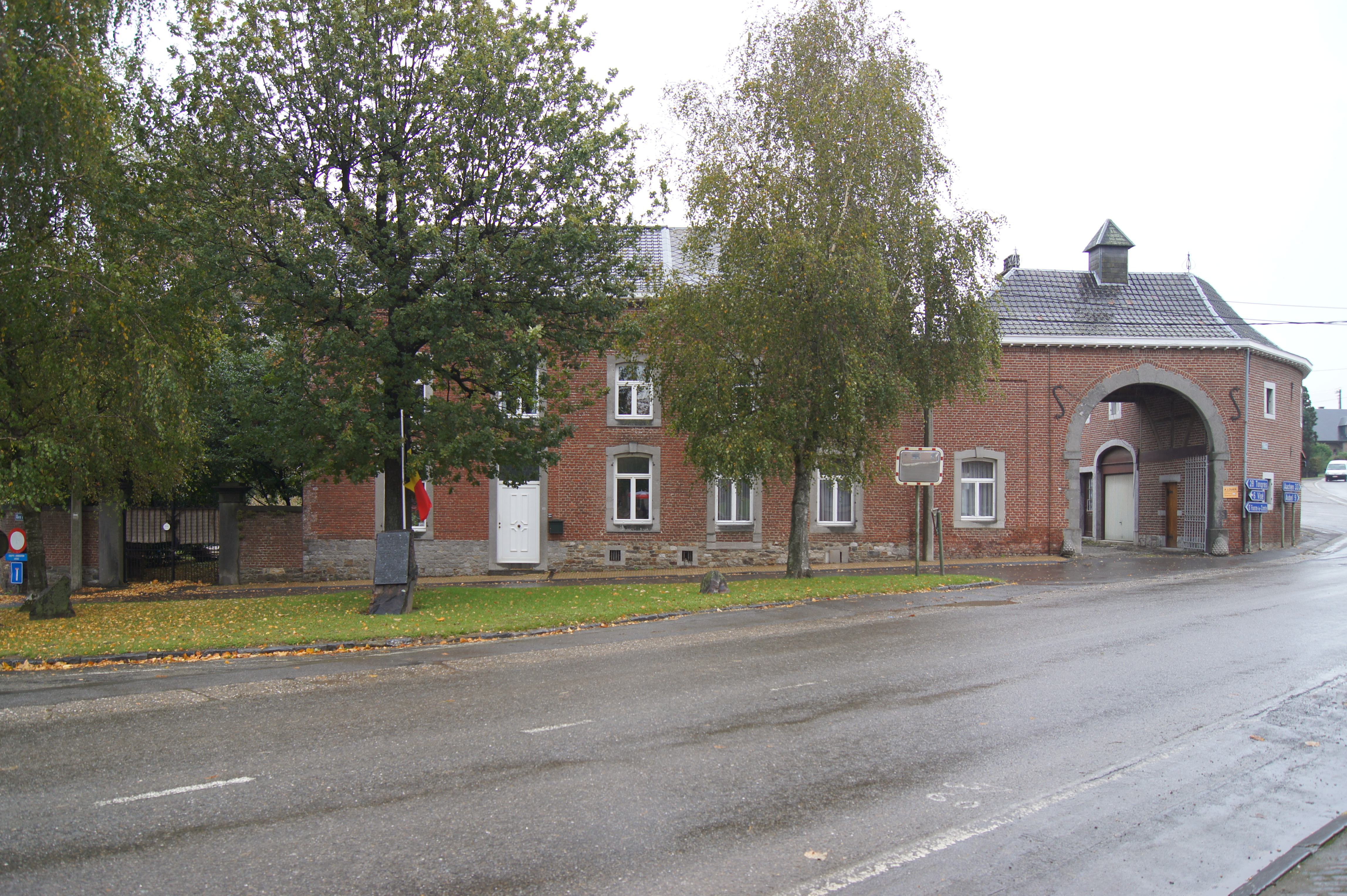
Oude vierkantshoeve
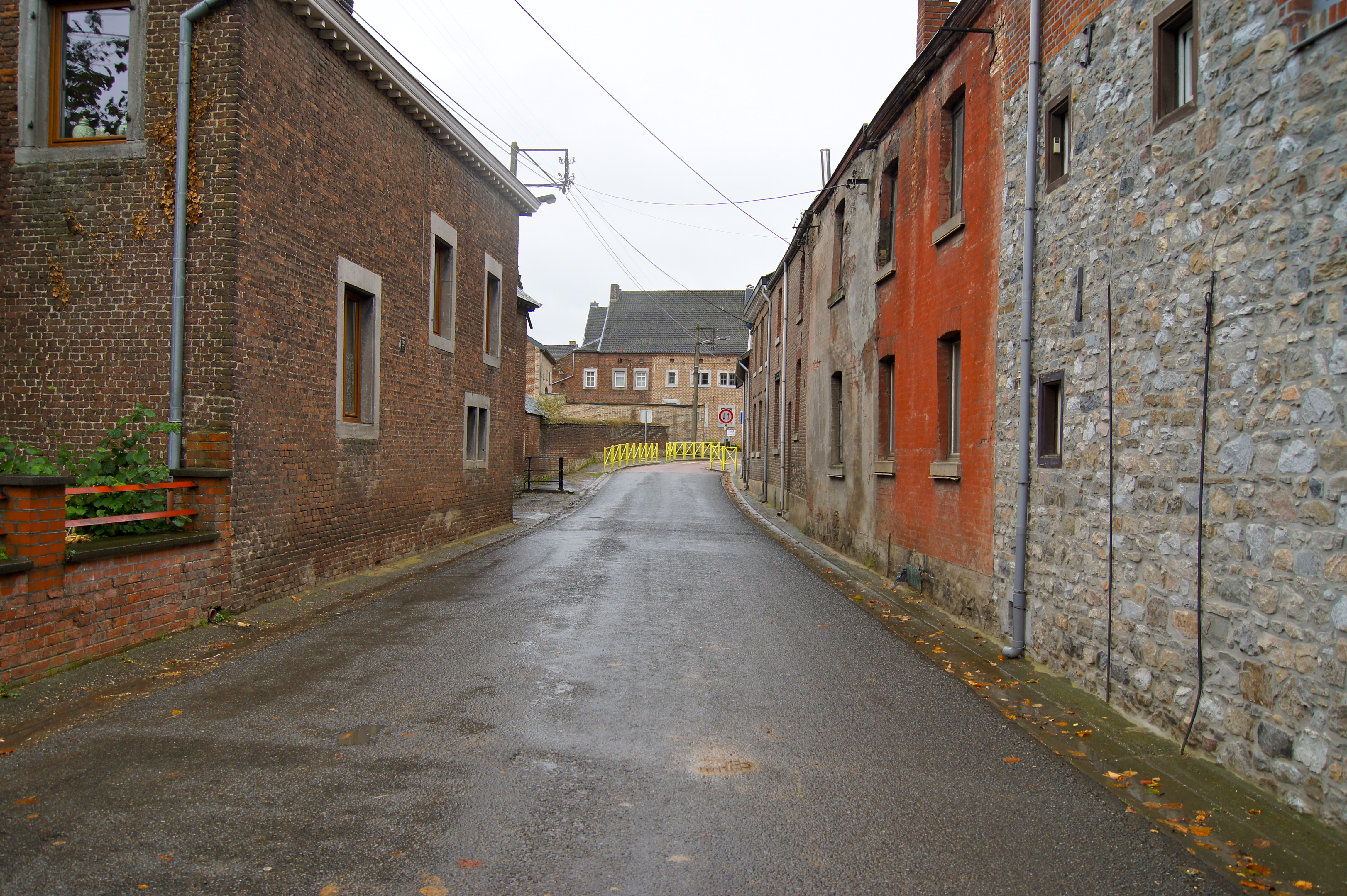
Typische straat
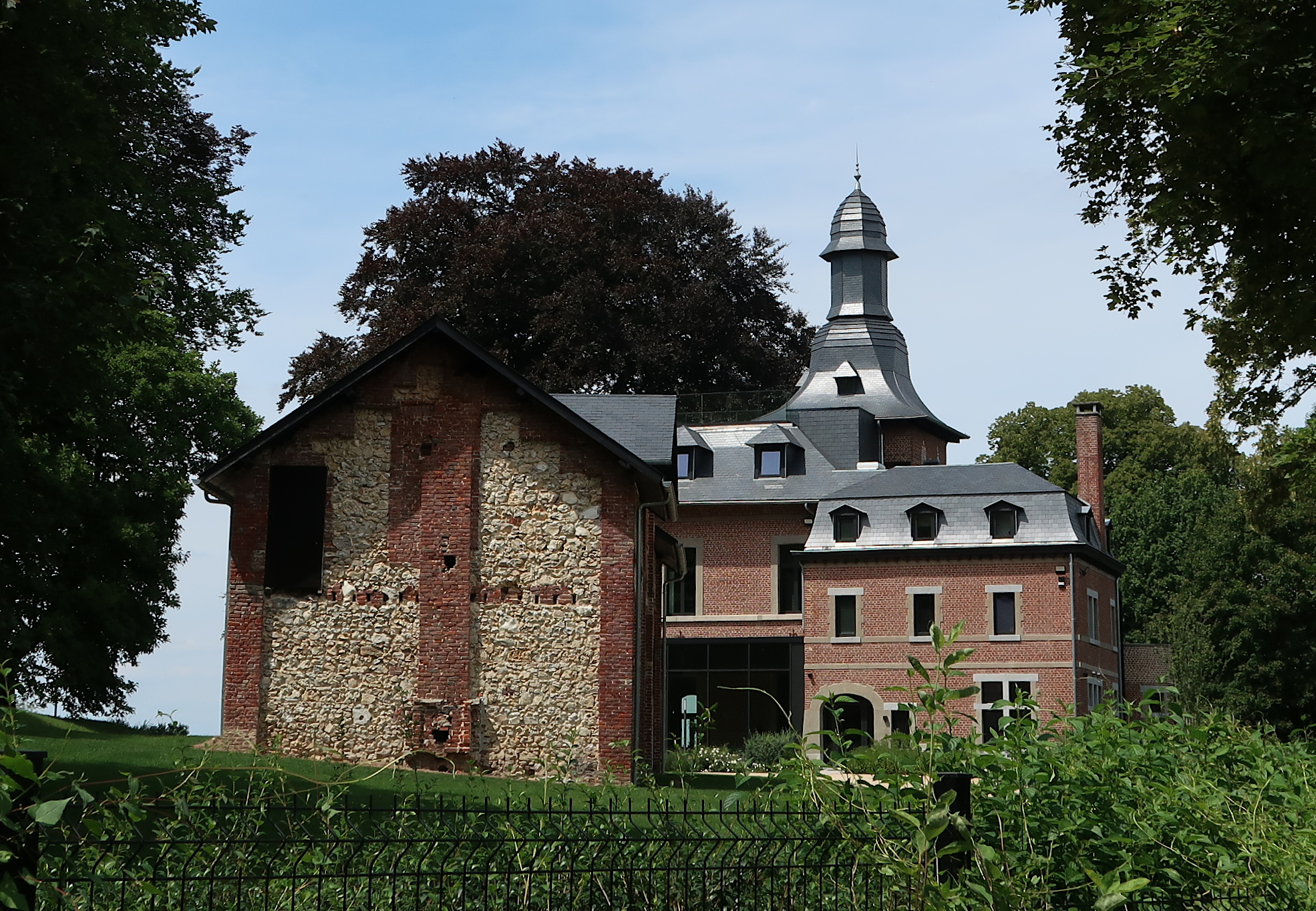
Kasteel Winerotte

## Producten

### Wijn
Op het domaine de la Marnière wordt wijn verbouwd. De wijnranken zijn gelegen op een naar het zuiden georiënteerd perceel met een hellingsgraad van 25°. De grootte van het domein bedraagt 2 hectare. Het domein wordt reeds sinds 1980 geëxploiteerd. Door de kalkachtige bodem groeien er de witte druivenrassen Chardonnay (40%) en Pinot Gris (40%) en als rode druivenras Früh Blauburgunder (12,5%). De overige druiven zijn Gewürztraminer en Solaris.

### Bier
In het dorp worden door de Brasserie de Warsage drie biersoorten gebrouwen: de Warsage triple (8,5% vol. alc.), Warsage brune (9% vol. alc.) en Warsage blonde.

## Verkeer
Het dorp ligt aan de N608 die Wezet met Gemmenich verbindt. Even buiten het dorp, op de grens met 's-Gravenvoeren ligt de enkel voor goederenvervoer  gebruikte spoorlijn 24, een onderdeel van de bekende Montzenroute. Deze goederenspoorlijn is een van de belangrijkste verbindingen tussen de haven van Antwerpen en Duitsland.

## Geboren in Weerst
- Emile Lejeune (1938-2024), voetballer
- Roger Claessen (1941-1982), voetballer

## Nabijgelegen kernen
Bombaye, Berneau, 's-Gravenvoeren, Mortroux, Neufchâteau